# Jules Ronjat
Jules Ronjat (* 1864 in Vienne; † 19. Januar 1925 in Genf) war ein französischer Linguist, Romanist und Provenzalist.

## Leben und Werk
Jules-Antoine Ronjat studierte Jura und war Anwalt in Paris und Vienne. Privat forschte er in der Provenzalistik, wurde 1902 auf Vorschlag seiner Freunde Maurice Grammont und Pierre Devoluy (1862–1932) Sekretär des Félibrige und 1909 in die Société de linguistique de Paris aufgenommen. Er habilitierte sich mit den beiden Thèses Essai de syntaxe des parlers provençaux modernes (Mâcon 1913) und Le développement du langage observé chez un enfant bilingue (Paris 1913), hielt kurze Zeit Vorlesungen in Lyon und siedelte 1914 nach Genf über, wo er mit Charles Bally in Kontakt war und auf dessen Betreiben 1916 Privatdozent der Universität wurde. Er gehörte zu den Korrekturlesern des Cours de linguistique générale von Ferdinand de Saussure, den Charles Bally und Albert Sechehaye herausgaben. An der Universität Genf hielt er u. a. Vorlesungen über die Grammatik des Sprechfranzösischen.
Ronjats postum erschienene Grammaire istorique des parlers provençaux modernes  in 4 Bänden (Montpellier 1930–1941, 2 Bde., Genf/Marseille 1980) gilt als eines der bedeutendsten Werke der Provenzalistik. (Die Schreibweise des Wortes historique entspricht der orthographiereformerischen Konzeption des Autors.)
Ronjats Thèse complémentaire handelte von der sprachlichen Entwicklung seines zweisprachig deutsch-französisch aufgewachsenen Sohnes (Ronjats Ehefrau war Deutsche).

## Weitere Werke
- Sainte Estelle. Patronne des Félibres, Périgueux 1907
- L'Ourtougràfi Prouvençalo, pichot tratat à l'usage di Prouvençau, Avignon 1908, Toulon 1937, 1957, 1975
- Supplément établi d'après les notes de Jules Ronjat, in: Frédéric Mistral, Lou Tresor dóu Felibrige ou Dictionnaire provençal-français, Raphèle-lès-Arles 1979, Bd. 2, S. 1175–1178